# Federico Lombardi
Federico Lombardi, né le 29 août 1942 à Saluces (Italie), est un prêtre jésuite italien directeur du Bureau de presse du Saint-Siège et directeur de Radio Vatican de 2006 à 2016. De 2001 à 2013, il assure aussi la direction du Centre de Télévision du Vatican. Il est depuis le 1er août 2016, président de la Fondation vaticane Joseph-Ratzinger – Benoît-XVI. 

## Biographie

### Études et ordination
Federico Lombardi entre au noviciat de la Compagnie de Jésus en 1960 à Avigliana (province de Turin). Il poursuit, de 1962 à 1965, des études de philosophie au scolasticat Aloisianum des jésuites du Piémont, à Gallarate (province de Varèse), obtenant une licence. Il entre ensuite à l'Université de Turin et obtient en 1969 une maîtrise en mathématiques. Il étudie de 1969 à 1972 à la faculté de théologie et de philosophie Saint-Georges de Francfort, en Allemagne, et acquiert une licence en théologie,.
Il est ordonné prêtre en 1972 puis devient rédacteur au sein de la revue jésuite La Civiltà Cattolica, dont il est nommé rédacteur en chef en 1977.

### Radio et télévision du Vatican
Il consacre toute sa carrière à la communication au Vatican, à l'exception d'une interruption de 1984 à 1990 lorsqu'il est Supérieur provincial des Jésuites de la province d'Italie, après son unification.
En 1991, il est nommé directeur des programmes de Radio Vatican, puis promu en 2005 comme directeur général. Il devient concomitamment, en 2001, directeur général du Centre de télévision du Vatican (CTV), fonction qu'il occupe jusqu'au 22 janvier 2013, date à laquelle il est remplacé par Dario Edoardo Viganò. Il quitte la direction de Radio Vatican, dans le contexte de la réorganisation des services de communication du Saint-Siège et de l'émergence du secrétariat pour la communication, le 29 février 2016. 

### Centre de presse du Vatican
Federico Lombardi est désigné, le 11 juillet 2006, par le pape Benoît XVI, directeur de la salle de presse du Saint-Siège, en remplacement de Joaquín Navarro-Valls, laïc titulaire du poste depuis 22 ans auprès de Jean-Paul II. Proche de Benoît XVI, on qualifie le père Lombardi de « porte-parole du pape » ou de « voix du pape ». 
Même si le père Lombardi est plus classique et sobre que son prédécesseur, ces fonctions font de lui l'un des hommes les plus en vue du Saint-Siège. Depuis le 28 mai 1986, le Bureau de presse du Saint-Siège est en effet chargé de diffuser les nouvelles relatives aux actes du souverain pontife et à l'activité du Saint-Siège, mais bénéficie d'une autonomie opérationnelle.
À la suite de la renonciation du pape Benoît XVI le 11 février 2013, il tient une conférence de presse quotidienne jusqu'à la fin du conclave qui élit le pape François. Le père Lombardi s'exprime avec facilité en italien, français, allemand et anglais, mais aussi moins couramment en espagnol et portugais.
Son retrait, effectif le 1er août 2016,  est annoncé le 11 juillet. Il est remplacé par le vice-directeur, Greg Burke.

### Président de la Fondation vaticane Joseph-Ratzinger – Benoît-XVI
Il est nommé président de la Fondation vaticane Joseph-Ratzinger – Benoît-XVI le 1er août 2016 par le cardinal Pietro Parolin.

## Distinctions
- Chevalier grand-croix de l'ordre du Mérite de la République italienne‎ (5 février 2007 sur proposition du conseil des ministres[13])
- Grand-Officier de l'Ordre du Christ (11 mai 2010[14]).
- Officier de la Légion d'honneur (remise le 22 février 2017 par l'ambassadeur Philippe Zeller[15],[16])